# Foraminifera
Embranchement
Classes de rang inférieur
- Globothalamea
- Monothalamea
- Nodosariata
- Tubothalamea

Position phylogénétique
- Eukaryota
  - clade « SAR »
    - Stramenopiles
    - Rhizaria
      - Cercozoa
        - Filosa
        - Endomyxaa

      - Retaria
        - Foraminifera
        - Radiolaria

    - Alveolata

Les Foraminifera, en français les Foraminifères, du latin foramen, « ouverture, trou », sont un embranchement de chromistes, caractérisés par leurs coquilles, leurs tests, le plus souvent calcaires et en général multiloculaires (formées de plusieurs loges ou chambres) qui restent en communication entre elles par leurs ouvertures successives (ces perforations dans les parois de séparation des chambres étant appelées foramen). Ce sont des protistes (eucaryotes unicellulaires) extrêmement abondants depuis plusieurs centaines de millions d'années, ce qui leur confère une grande importance au niveau écologique mais aussi scientifique (notamment du fait qu'ils forment un des groupes de fossiles les plus abondants et diversifiés). Cette microfaune sténohaline colonise majoritairement les fonds marins (foraminifères benthiques) ; une plus faible fraction, les Globigérines (en), est moins diversifiée (foraminifères planctoniques vivant généralement à faible profondeur dans la couche euphotique).

## Description

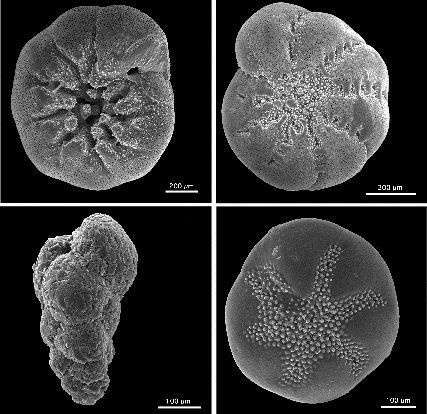
Foraminifères benthiques (vue ventrale).

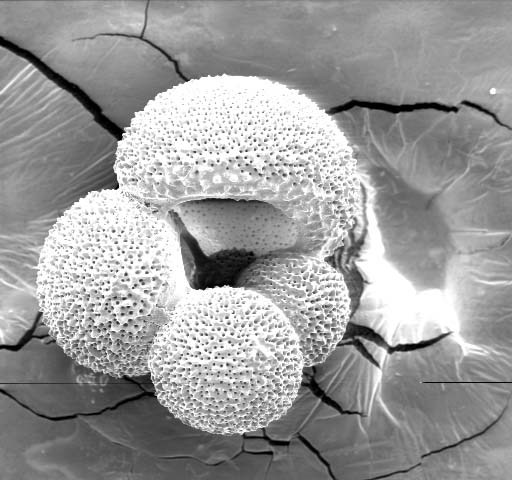
Globigerina bulloides, un foraminifère planctonique.

Les foraminifères sont des eucaryotes unicellulaires apparus à l'Édiacarien (de −635 à −541 MaMa), qui se sont surtout développés à partir du Trias.
Leur coquille minérale est appelée « test » (du latin testa, « récipient arrondi », qui a donné « tête ») ; elle comprend une ou plusieurs chambres (ou loculus ou loges) reliées entre elles, et est munie d'un ou plusieurs orifices (« foramen ») qui relient ces loges au milieu extérieur. De ces foramens sortent des pseudopodes, qui permettent à l'organisme d'interagir avec son environnement : préhension, alimentation, déplacement.
Le test est initialement composé de matière organique progressivement minéralisée, mais aussi parfois de particules exogènes agglomérées (notamment chez les espèces vivant dans le sédiment ou en profondeur). Celui-ci peut être de type agglutiné (agglomérat exogène), microgranuleux (à grains de calcite), porcelané (calcitique lisse) ou hyalin (cristallin). Les foraminifères se développent en construisant de nouvelles loges à leur test. Celles-ci sont disposées selon une géométrie propre à chaque espèce : elles peuvent être rectilignes, arquées, enroulées ou encore cycliques, et à chaque fois unisériées ou multisériées. Ces agencements peuvent aussi être mixtes, ou encore plus complexes. Les miliolidés ont une disposition particulière, dite « pelotonnée ». La surface du test peut être lisse ou recouverte de stries, de côtes, d'un réticule, de tubercules, de piquants...
Leur taille varie généralement de 38 µm à 1 mm (certains peuvent faire quelques centimètres, avec un maximum enregistré à 18 cm). On en recense actuellement près de 50 000 espèces, cette famille renfermant des espèces vivantes (6 700–10 000), et fossiles (40 000),, ce qui est sans doute peu comparé à la diversité effective, les océans renfermant de nombreuses espèces inconnues de foraminifères planctoniques.

Représentation d'un Foraminifère.

1. Test
2. Proloculus (chambre initiale)
3. Chambres
4. Foramen (ouverture âgée)
5. Endoplasme
6. Globule lipide
7. Phycobilisome
8. Nucléole
9. Noyau
10. Réticulum endoplasmique lisse
11. Lamelle antérieure
12. Mitochondrie
13. Lamelles annulaires naissantes
14. Appareil de Golgi
15. Vacuole digestif
16. Peroxysome
17. Vacuole phagocytaire
18. Lysosome
19. Vésicule de substance adhésive
20. Ouverture
21. Ectoplasme
22. Réticulopodes
23. Granulés adhésifs
24. Proie

## Écologie et comportement

### Alimentation
Leur régime alimentaire est constitué de bactéries, d'algues, de larves (de mollusques, d'échinodermes ou de crustacés), et de déchets variés : ils s'adaptent à leur environnement.

### Reproduction et croissance
Les foraminifères ont un cycle de reproduction complexe, appelé « haplo-diplophasique » : il y a alternance d'une génération mononucléée haploïde (gamogonie) et d'une génération diploïde plurinucléée (schizogonie). La phase sexuée (gamogonie) est cependant absente chez certaines espèces.
Chaque foraminifère commence sa vie dans une loge simple (test uniloculaire), qui va se complexifier ou se multiplier avec la croissance. Chaque nouvelle loge ajoutée est plus grande que la précédente, et certaines espèces peuvent ainsi mesurer plusieurs centimètres à partir d'un certain âge, tout en demeurant unicellulaires.

### Formation de reliefs
En milieu de récifs, certains foraminifères actuels ont un comportement encroûtant, pouvant atteindre tout au plus une épaisseur de 1 cm, sur des surfaces limitées ; ils contribuent très peu à la formation du récif qui est également formé d'encroûtements d'algues. Un genre diffère : le Solenomeris (es), qui pendant l'Ilerdien a formé des récifs depuis le nord de l'Espagne jusqu'au Corbières (Solenomeris ogormani Massieux, 1973)). Il était pour cette raison classé dans les algues rouges corallines (calcaires) jusqu'à ce que son appartenance aux foraminifères soit introduite par Maslov, qui observe en 1956 que la morphologie des loges de Solenomeris est semblable à celle des chambres latérales des Orbitoïdidés (es) (Discocyclines (es)).

## Habitat et répartition
Les foraminifères sont des êtres absolument ubiquitaires en eau salée et parfois douce : on en rencontre dans toutes les mers du globe, à toutes les profondeurs et à toutes les distances des côtes, et ce depuis des centaines de millions d'années. Ils ont un mode de vie soit benthique (vivant sur ou dans le sédiment, sur le fond des lagunes et des mers) soit planctonique (en suspension dans la colonne d'eau, et particulièrement dans la zone photique mais parfois jusqu'aux abysses). D'une manière générale, les espèces à test porcelané vivent surtout dans les eaux superficielles, et celles à test hyalin sont répandues partout sauf aux très grandes profondeurs. Les espèces à test agglutiné, également ubiquistes, sont les seules qui subsistent au-dessous de 4 000 à 5 000 m. Les espèces qui vivent dans les milieux troublés (courant, prédateurs) développent des tests plus solides. Certaines espèces sont fouisseuses et se nourrissent en creusant le sédiment superficiel (elles sont rares au-delà de 15 cm). Les espèces planctoniques sont équipées de flotteurs, sous la forme de poches de gaz ou de graisse ; elles sont généralement rondes (comme les globigérines) et parfois équipées de piquants, surtout celles vivant près de la surface.
Depuis le Trias, les foraminifères sont tellement abondants qu'ils constituent une composante majeure du sédiment marin.

## Histoire de leur découverte

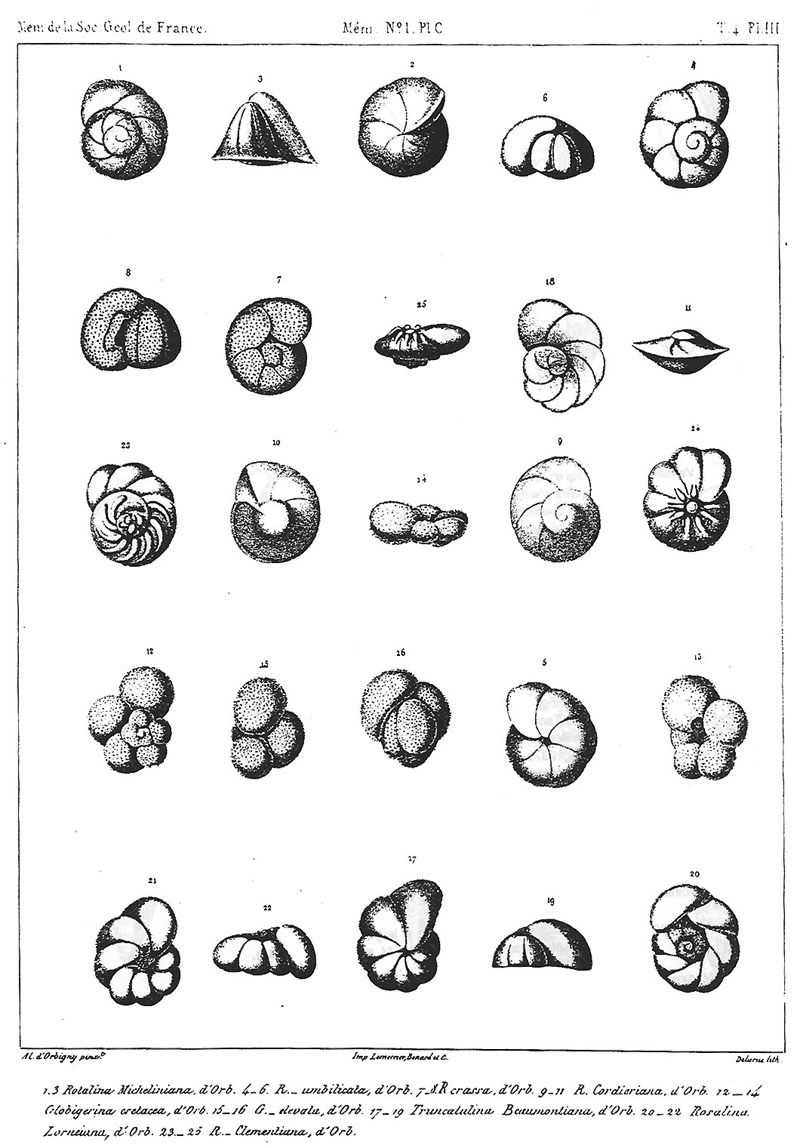
Planche d'un ouvrage de d'Orbigny représentant des Foraminifères.

C'est en 1825 qu'Alcide Dessalines d'Orbigny (1802-1857) crée l'ordre des foraminifères dans un travail intitulé Tableau méthodique de la classe des céphalopodes. Au cours de sa vie, Orbigny va décrire 1 500 espèces, la plupart nouvelles pour la science. Il fut le premier à étudier leur mode de vie et leurs exigences écologiques. Mais la nature unicellulaire des foraminifères a été découverte par Félix Dujardin (1801-1860) en 1835. C'est grâce à leur étude qu'il découvre le protoplasme des organismes unicellulaires.

### Les bases de la classification
La composition de ce test (organique, agglutiné, carbonaté et siliceux) est le principal critère de classification des foraminifères et est à la base de la plupart des classifications, dont celle de Loeblich et Tappan (1964 et 1988). Les foraminifères à tests organiques sont principalement représentés par des foraminifères unicellulaires, les Allogromiina (sous-ordre). Ce sous-ordre est encore mal connu puisque, du fait de sa perte dans les assemblages fossiles, les micropaléontologues les ont très peu étudiés. Toutefois, actuellement, le groupe Gooday, à Southampton (Royaume-Uni), tente de combler le retard, tout au moins, sur leur reconnaissance.
Les foraminifères à tests agglutinés sont caractérisés par l'agglutinat de grains prélevés dans le sédiment (cf. Gaudryina sp., foraminifère en bas à gauche sur la planche proposée). Une sélection des grains pourrait s'opérer chez certaines espèces (par exemple Saccammina micaceus, qui présente uniquement des grains de mica). Deux types de foraminifères à tests carbonatés peuvent être différenciés. Les porcelanés ont un aspect blanc opaque, alors que les hyalins sont transparents et vitreux. Enfin, les foraminifères à tests siliceux sont extrêmement rares.
Le deuxième critère de classification est l'agencement des loges. Ainsi, on peut distinguer plusieurs grands types de tests :
- tests uniloculaires ;
- tests pluriloculaires :
  - tests sériés, les loges s'organisent en série (e.g. Gaudryina sp.) ;
  - tests spiralés (à la façon des escargots ; les trois autres exemples sur la planche) ;
  - tests discoïdes ;
  - tests milioliformes. Les loges se forment successivement et individuellement dans plusieurs plans ;
  - tests complexes.

Un troisième critère est l'ornementation du test. Le test peut être lisse, mais présente souvent des excroissances (côtes, épines, ponts suturaux...) et des dépressions.
Enfin, un quatrième critère est la morphologie de l'ouverture principale et sa position. Ainsi, l'ouverture est parfois en relation avec des éléments supplémentaires (dents, lèvres, plaques...) et/ou à l'extrémité d'un col.

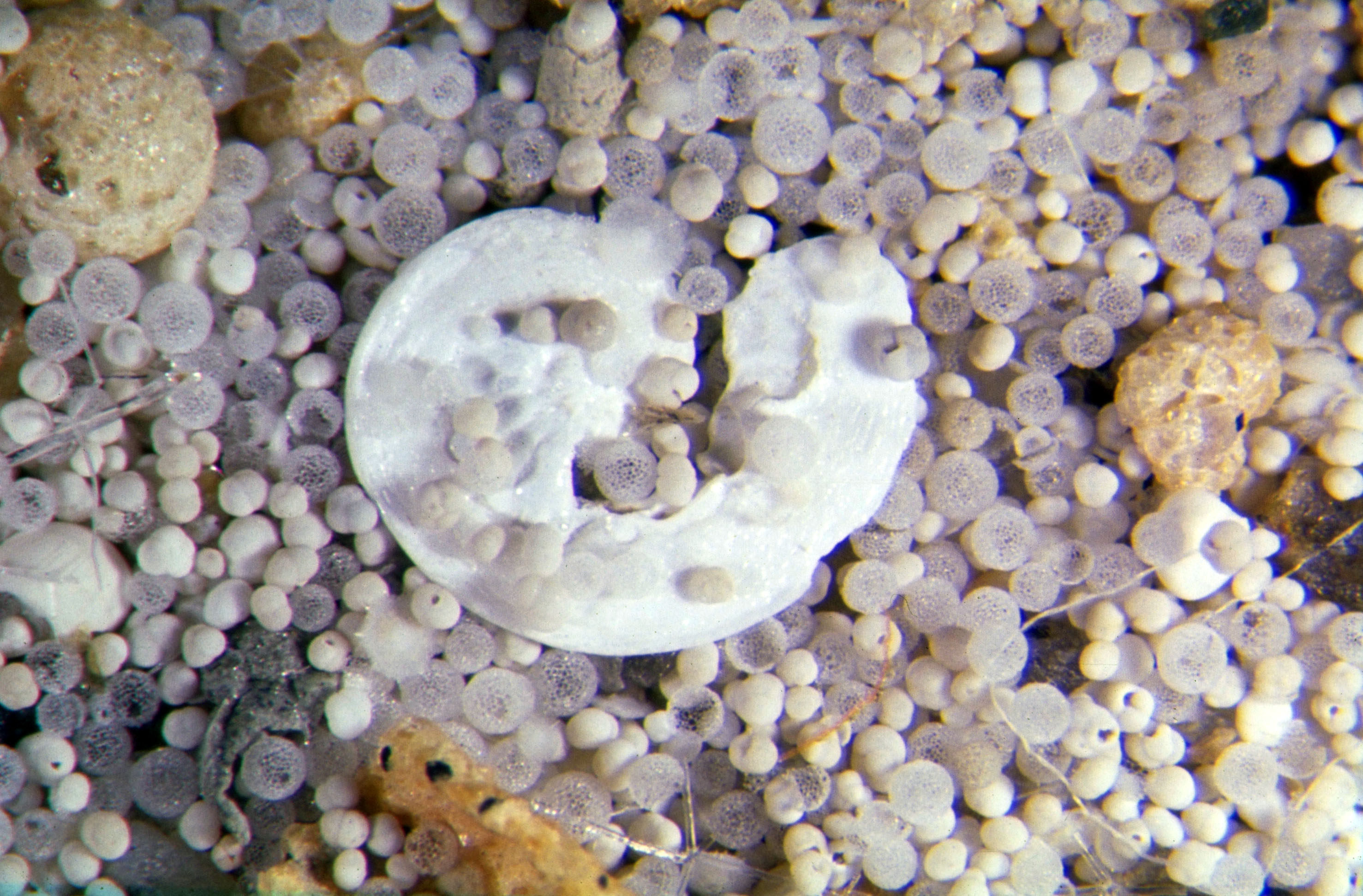
Microfossiles de sédiments marins contenant des radiolaires (sphères), des spicules d'éponges (petites « épines »), des foraminifères planctoniques (petits coquillages blancs) et des foraminifères benthiques (grand coquillage blanc au centre de l'image, ainsi que les petits coquillages jaunes constitués de grains de sable agglomérés). Le diamètre moyen des sphères est d'environ 0.5 mm. Échantillon provenant de sédiments lavés et tamisés à 125 µm (est de la mer de Weddell, Antarctique).

### Utilisation potentielle des foraminifères récents
Omniprésents dans les milieux marins, ils occupent de très nombreuses niches écologiques (des marais maritimes aux plaines abyssales). Du fait de leur cycle de vie court (1 à 3 mois en moyenne, 1 an maximum), les foraminifères réagissent rapidement aux changements de leur environnement. Leurs populations peuvent croître ou diminuer, leur variété se transformer, les loges grandir ou se réduire... La pollution et les changements environnementaux (e.g. variations climatiques) peuvent ainsi conduire à une transformation radicale des populations de foraminifères. Ainsi, leur cycle de vie court et leur ubiquité dans le milieu marin, associés à une grande richesse dans le sédiment (analyses statistiques robustes), une méthode d'analyse peu onéreuse et aisée et à une trace dans le fossile (permet l'étude avant modification du milieu) font des foraminifères, en particulier benthiques, de bons bio-indicateurs de la qualité de l'environnement ou proxies des changements environnementaux.

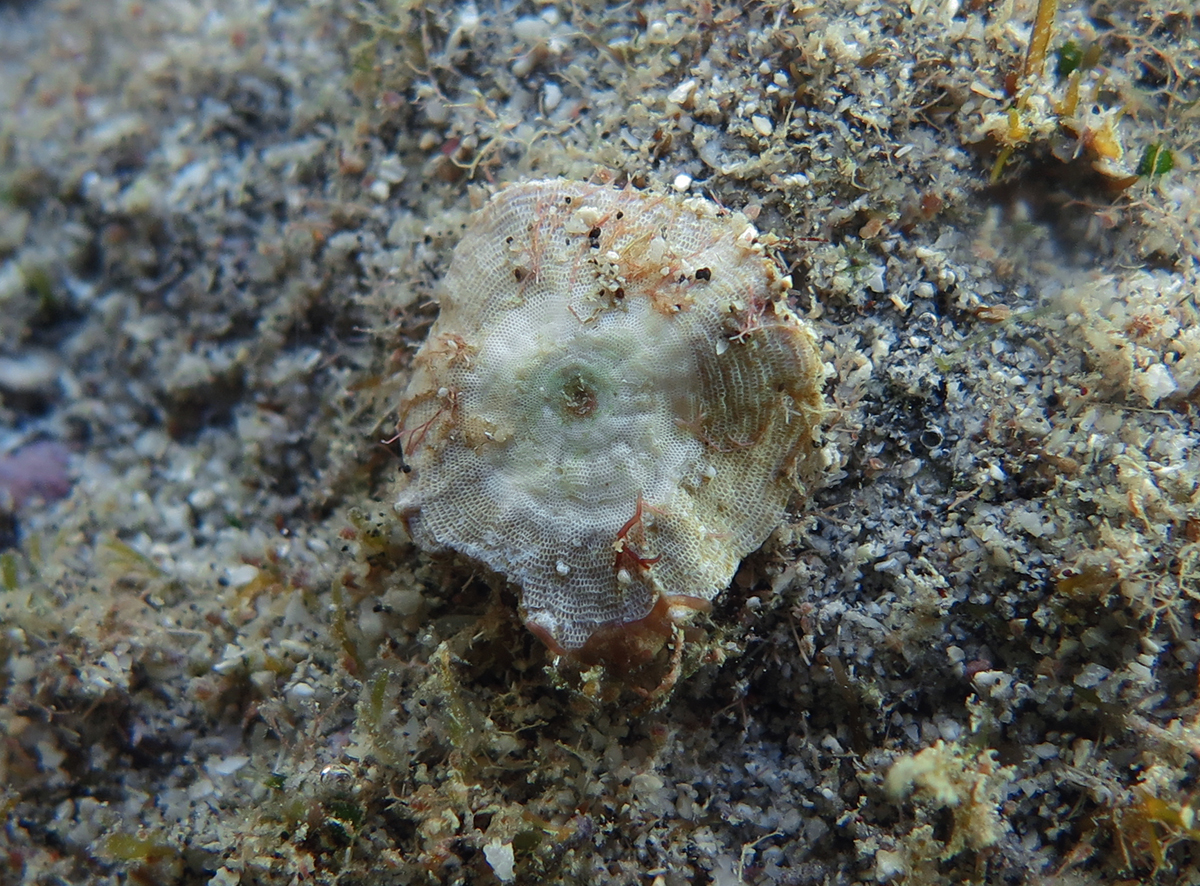
Un foraminifère actuel in situ, Marginopora vertebralis à la Réunion (famille des Soritidae)
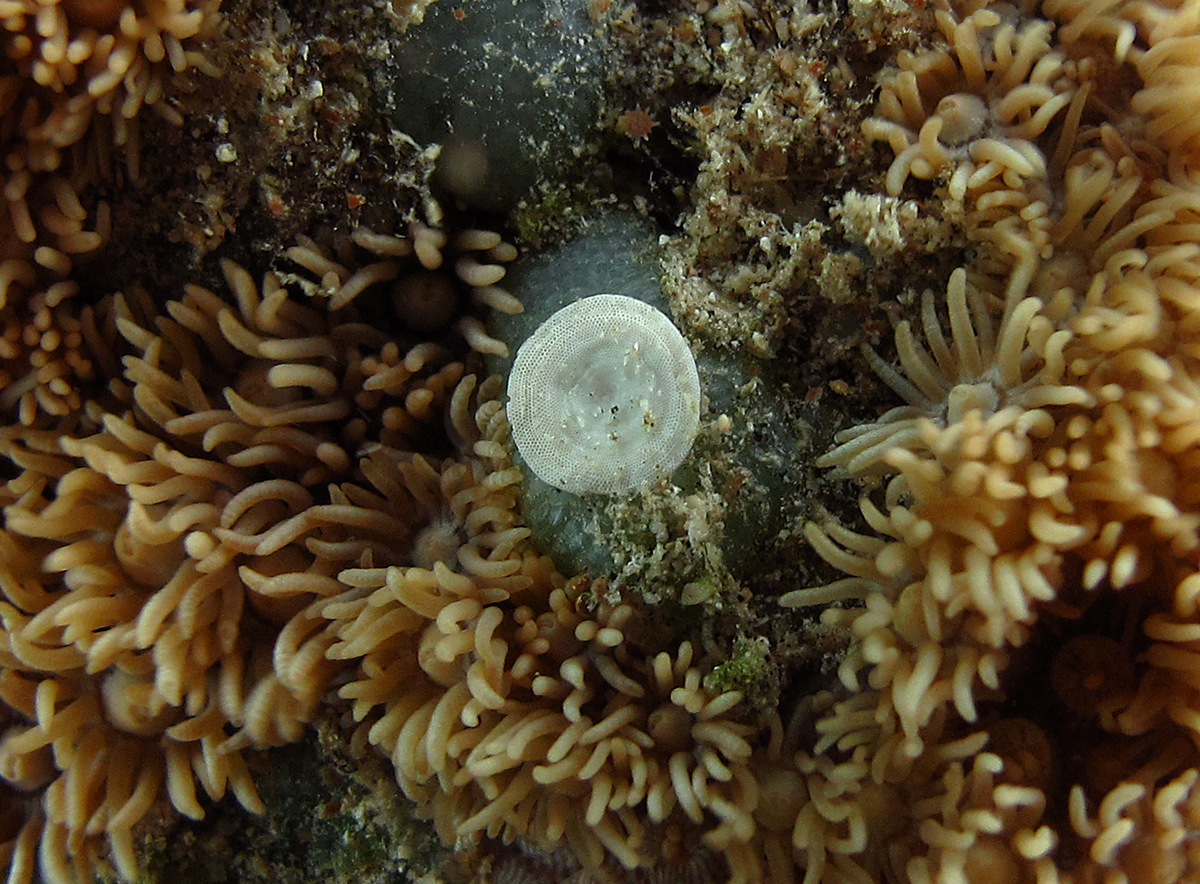
Un autre foraminifère contemporain, probablement de la famille des Soritidae.
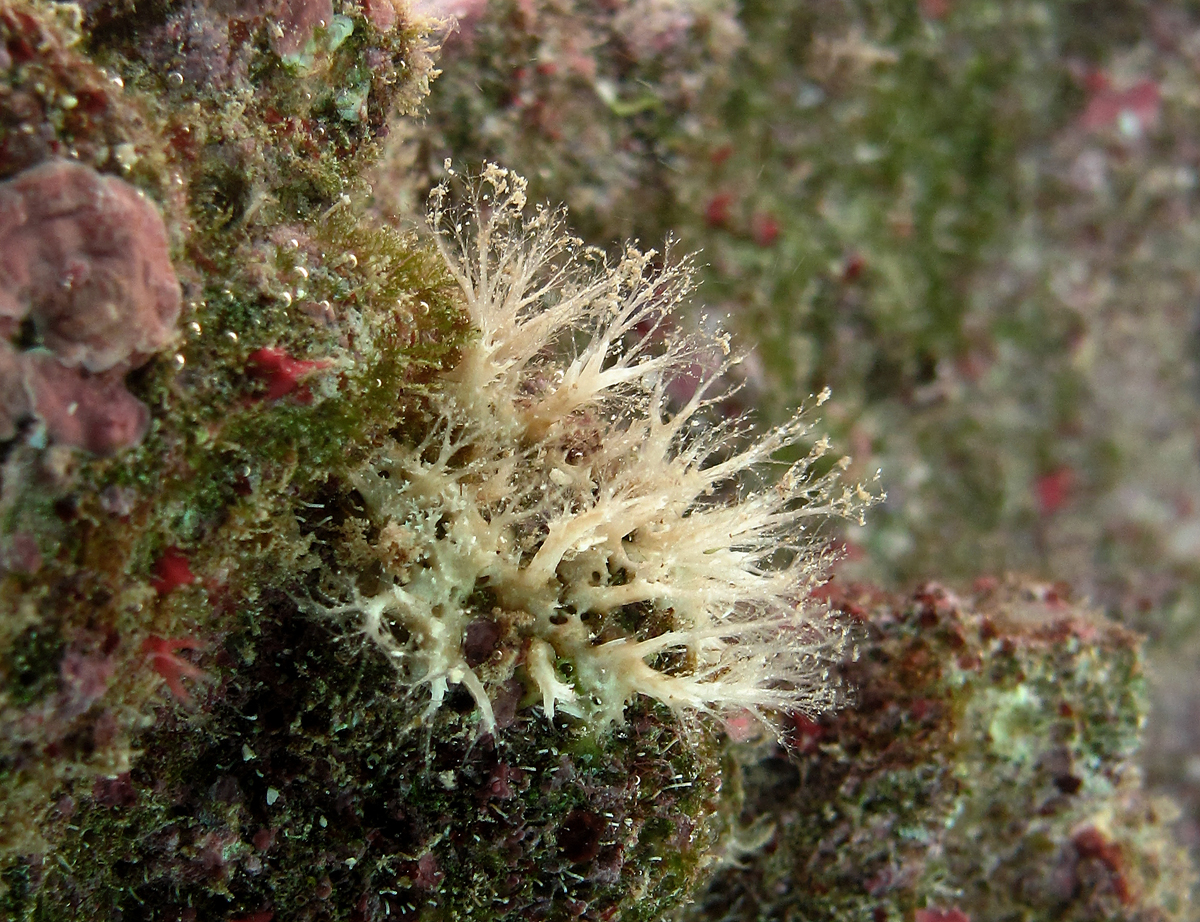
Miniacina miniacea, un autre foraminifère contemporain, de la famille des Homotrematidae.

## Les foraminifères en paléontologie

### Biostratigraphie
Les foraminifères benthiques sont d'excellents marqueurs biostratigraphiques. Ces fossiles stratigraphiques sont utilisés en géologie pour la datation relative des roches sédimentaires. 

Certaines roches sont composées principalement d'une accumulation de foraminifères (pierre à liards du Lutécien de Paris, composée de nummulites ; sable de Villiers-Saint-Frédéric (Yvelines) composé de milioles de 1 à 2 mm accumulées par le vent ; etc.).
L'ordre des foraminifères (Foraminifera) est apparu dès le début de l'Édiacarien. Les foraminifères se distinguent par leur architecture (forme et arrangement des chambres), et la microstructure de leur test (organique, agglutination de particules exogènes, cristallisation microgranulaire, porcelanée, ou hyaline, de carbonate de calcium).

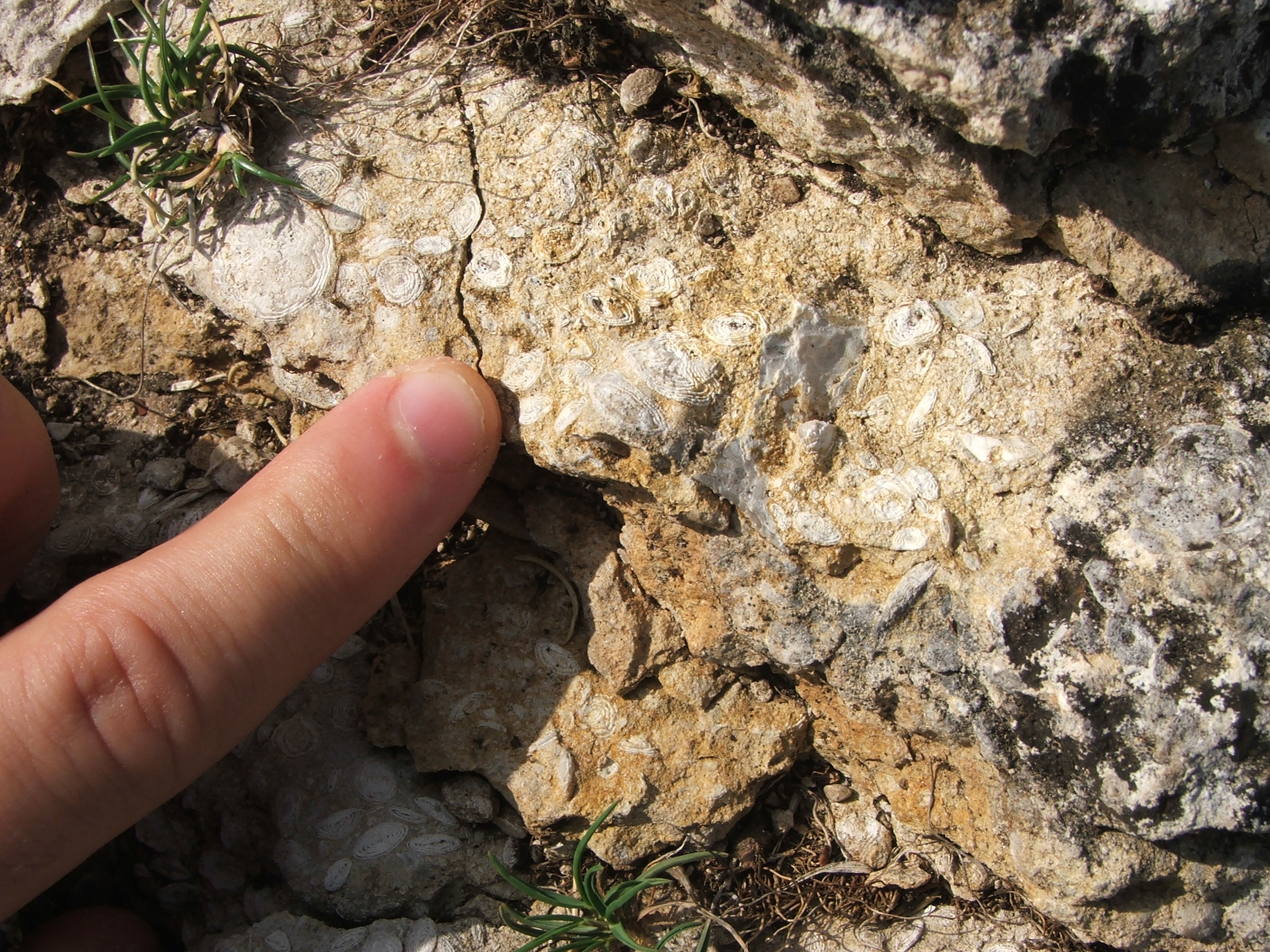
Fossiles de foraminifères en Espagne.
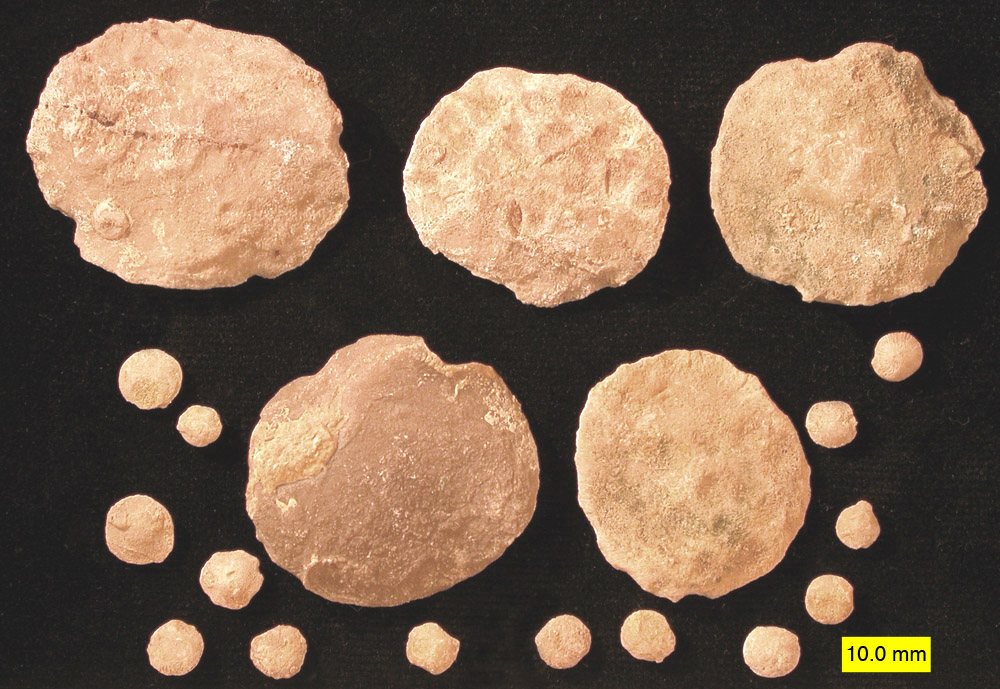
Calcaire à nummulites.
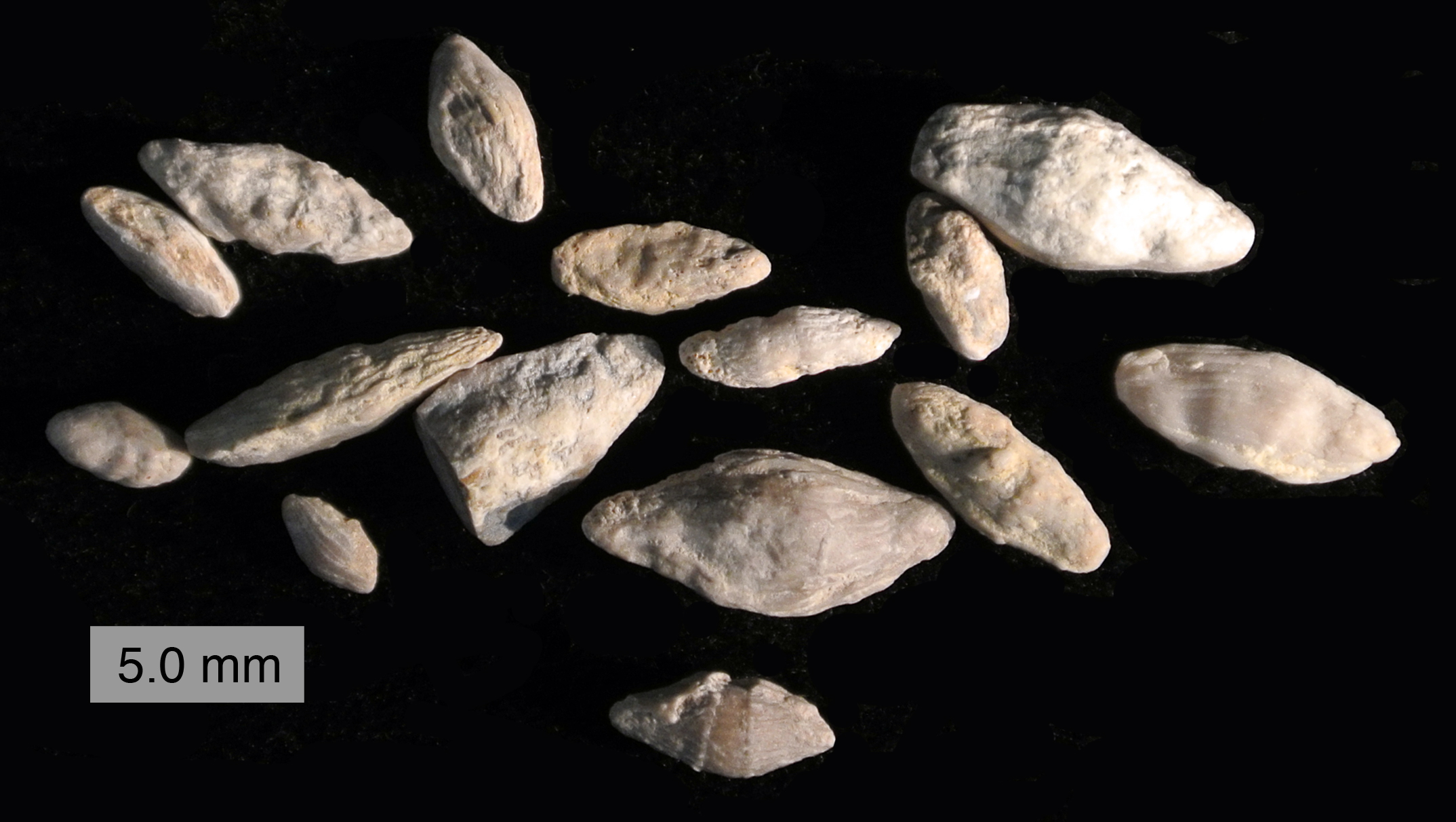
Fusulines du Carbonifère supérieur.

### Paléoclimats
De nombreuses espèces de foraminifères forment des tests qui reflètent les conditions environnementale dans lesquels ils ont calcifié. La composition chimique et isotopique des foraminifères calcaires fossilisés permet de déduire les propriétés de l'eau de mer à l'instant où les foraminifères se sont formés. Ainsi, ils constituent un important outil paléoclimatologique,.

## Quelques données sur leur classification
Classification selon World Register of Marine Species (2 mai 2022) :

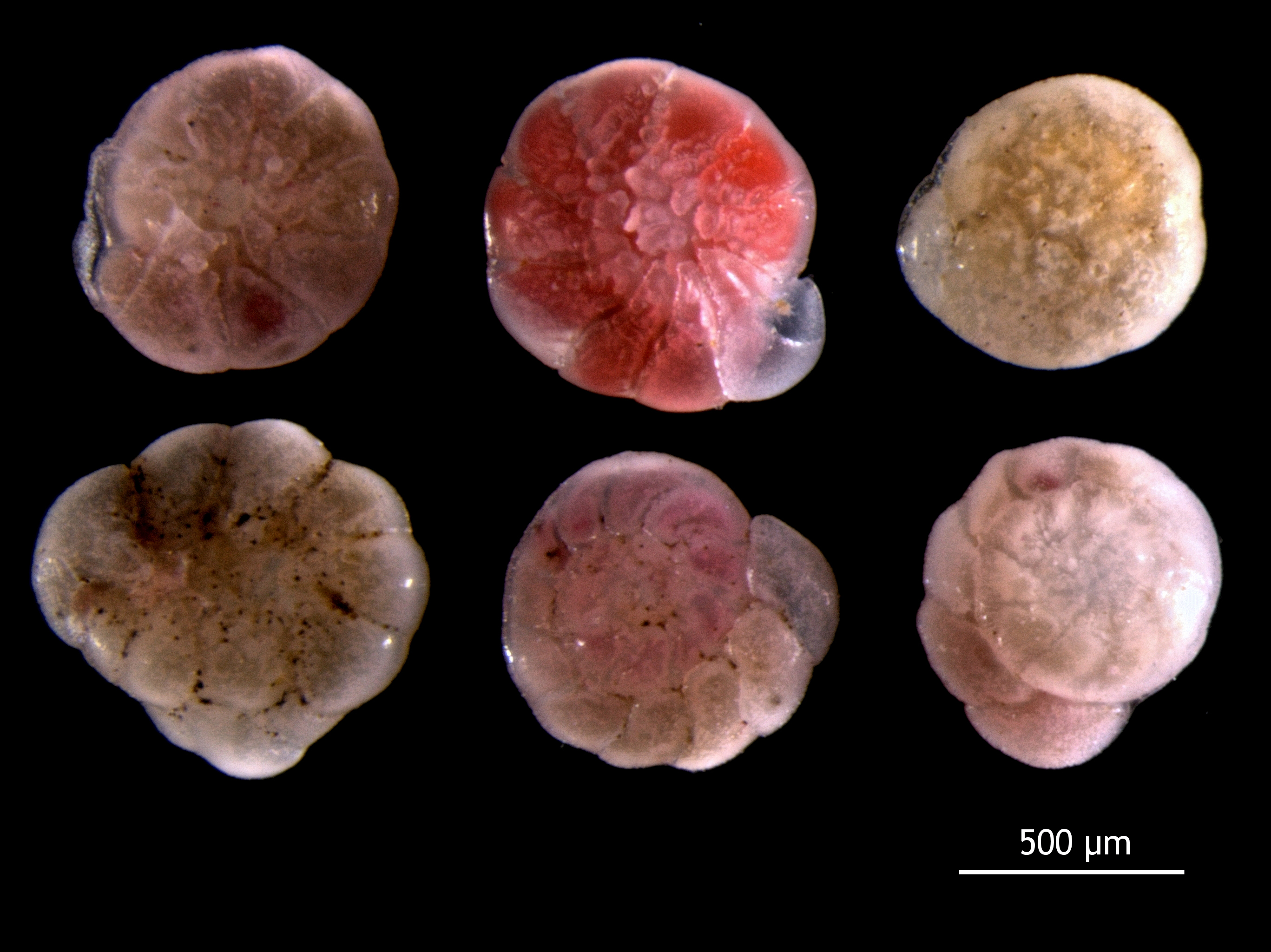
Ammonia beccarii, un foraminifère benthique de la Mer du Nord.

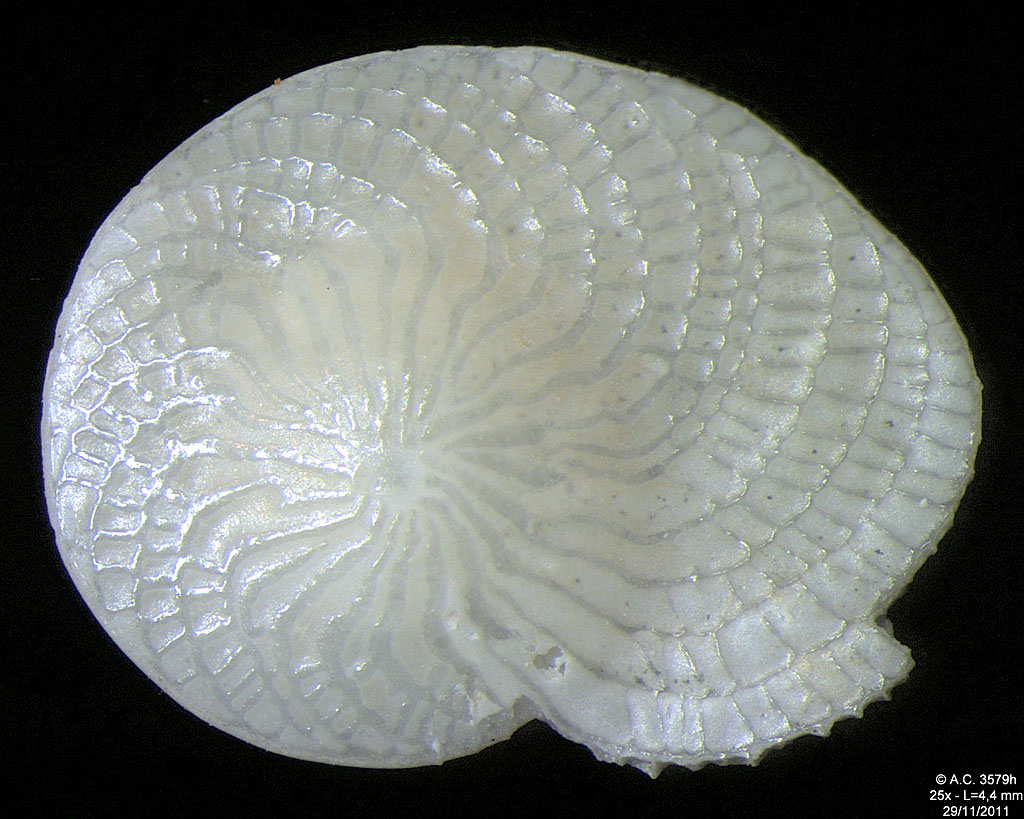
Heterostegina depressa (Largeur de champ = 4.4 mm).

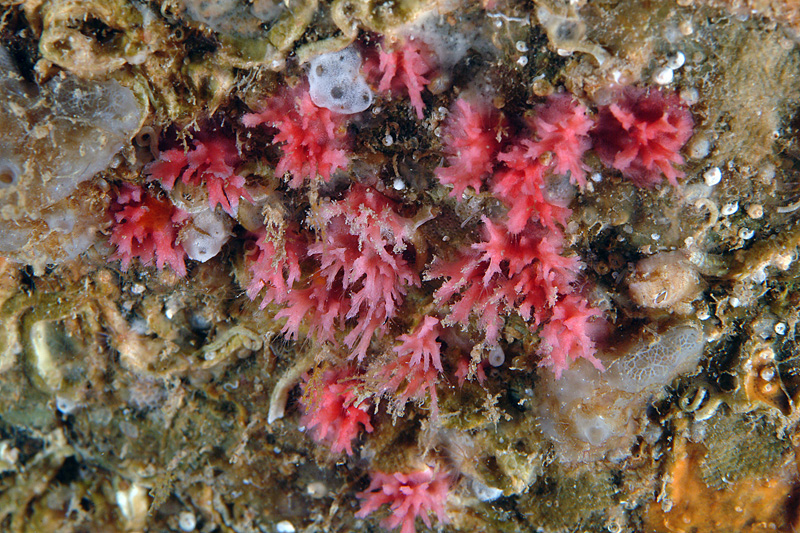
Miniacina miniacea, des foraminifères benthiques.

- classe Globothalamea Pawlowski, Holzmann, Tyszka, 2013
  - ordre Carterinida Loeblich & Tappan, 1981
  - ordre Robertinida Loeblich & Tappan, 1984
  - ordre Rotaliida Delage & Hérouard, 1896
  - sous-classe Textulariia Mikhalevich, 1980
    - ordre Lituolida Delage & Hérouard, 1896
    - ordre Loftusiida Kaminski & Mikhalevich, 2000
    - ordre Textulariida Kaminski & Mikhalevich, 2000
- classe Monothalamea Haeckel, 1862 (as emended by Pawlowski et al., 2013)
  - ordre Allogromiida Loeblich & Tappan, 1961
  - ordre Astrorhizida Lankester, 1885
  - super-famille Xenophyophoroidea Tendal, 1972
  - genre Nellya Gooday, Anikeeva & Pawlowski, 2010
- classe Tubothalamea Pawlowski, Holzmann, Tyszka, 2013
  - ordre Miliolida Delage & Hérouard, 1896
  - ordre Spirillinida Hohenegger & Piller, 1975
- classe †Fusulinata Maslakova, 1990 nom. translat. Gaillot & Vachard, 2007 emend. Vachard, Krainer & Lucas, 2013
- classe Nodosariata Mikhalevich, 1992 emend. Rigaud et al., 2015

Quelques sous-ordres (-ina), superfamilles (-acea) et familles (-idae) de foraminifères communs :
- les Fusulinina :
  - Fusulinacea ;
- les Miliolina (Alveolinidae Ehrenberg, 1839) ;
- les Rotaliina :
  - Rotaliacea (Rotaliidae, Nummulitidae, ...) ;
  - Globigerinacae ;
  - Orbitoïdacea ;
- les Textulariina :
  - Lituolacea (Orbitolinidae, ...)
- les Globotruncana
- les Heterohelicidae

## Galerie

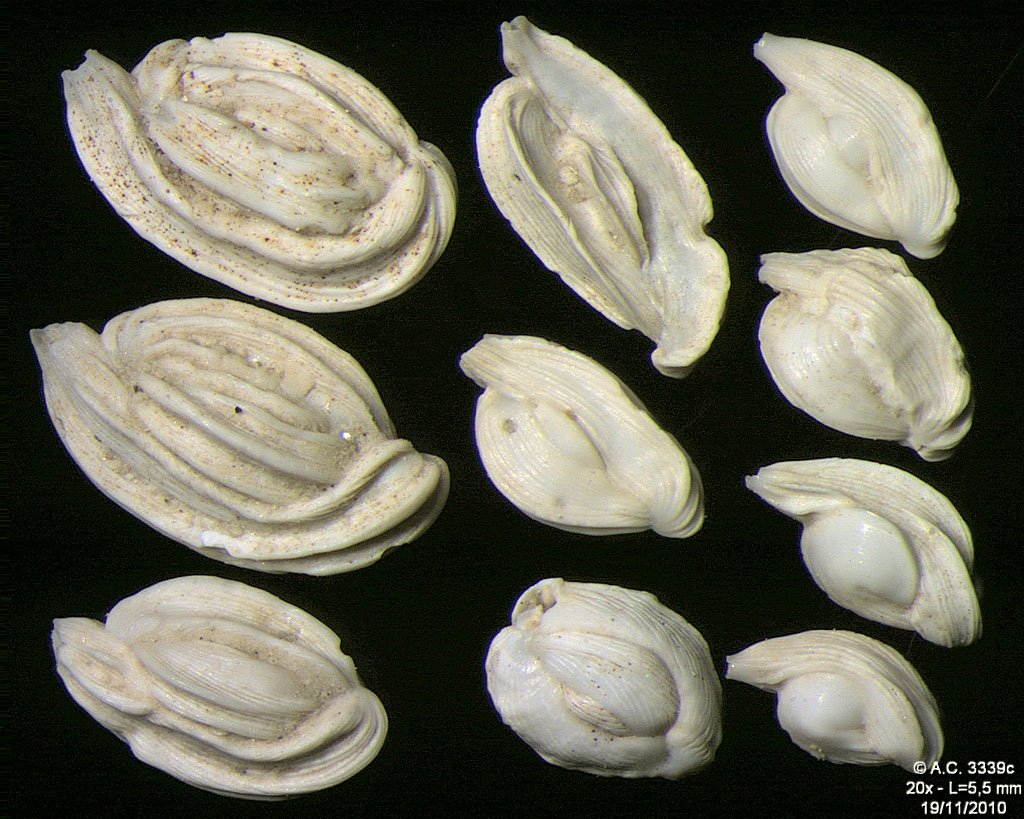
Foraminifères de la Mer Adriatique, île de Pag -60 m. Largeur de champ = 5,5 mm.
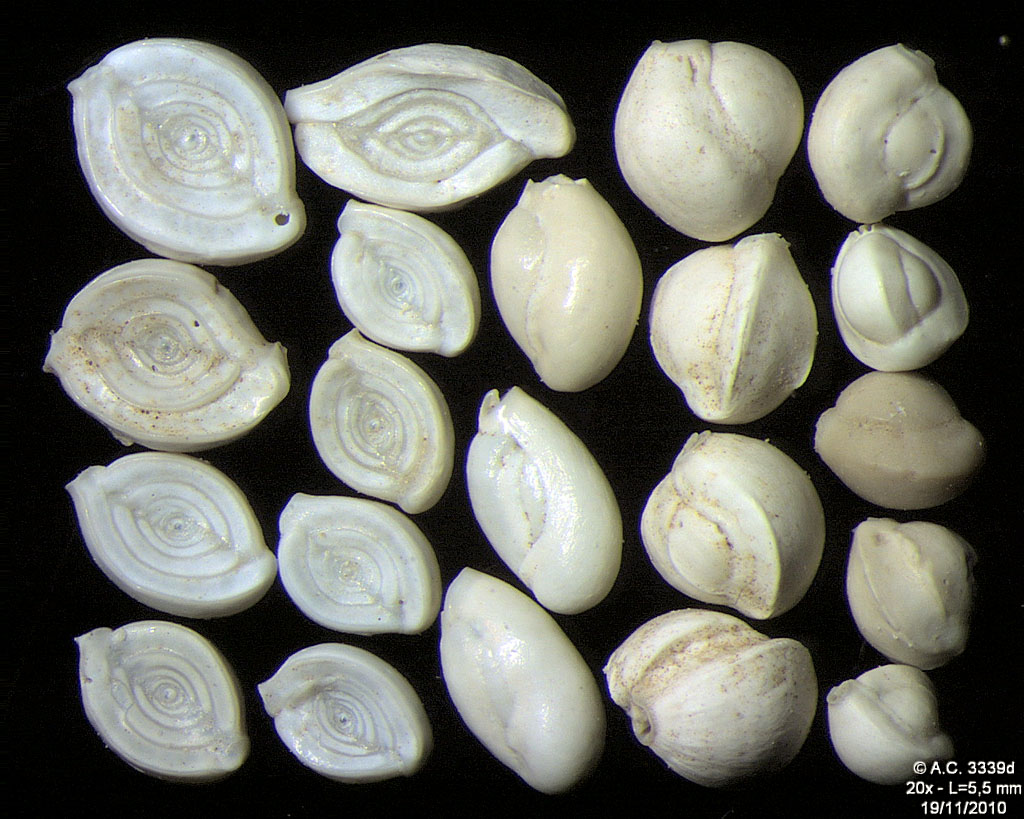
Foraminifères de la Mer Adriatique, île de Pag -60 m. Largeur de champ = 5,5 mm.
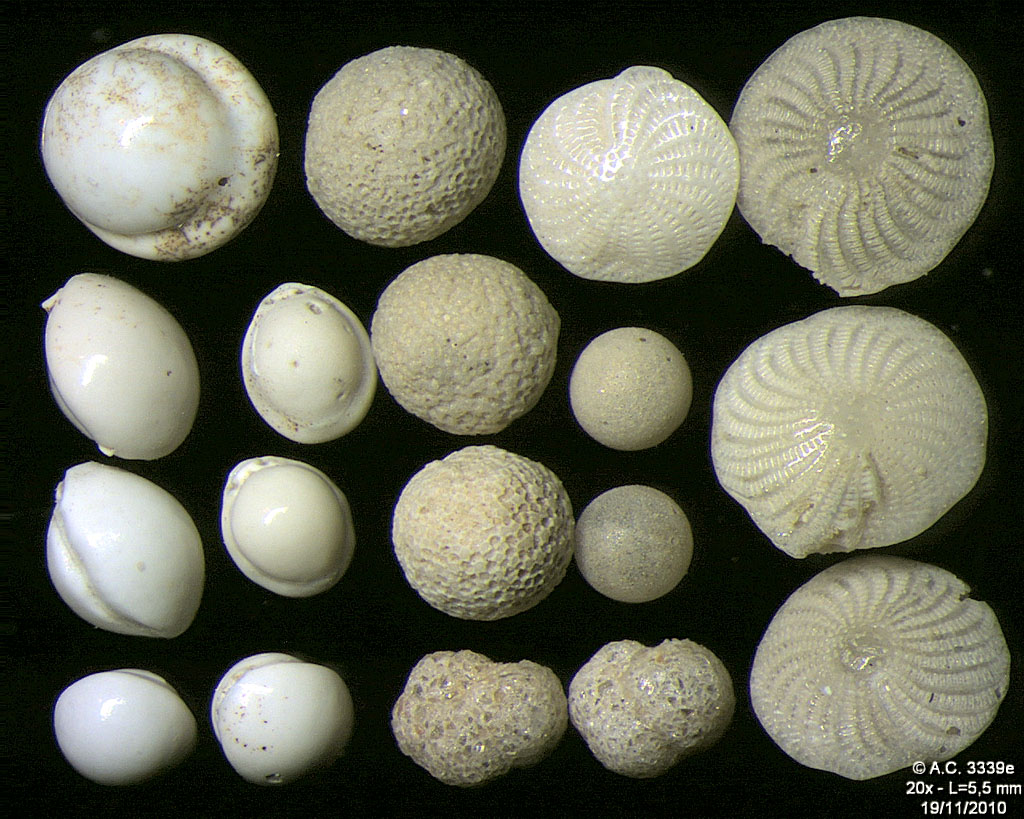
Foraminifères de la Mer Adriatique, île de Pag -60 m. Largeur de champ = 5,5 mm.
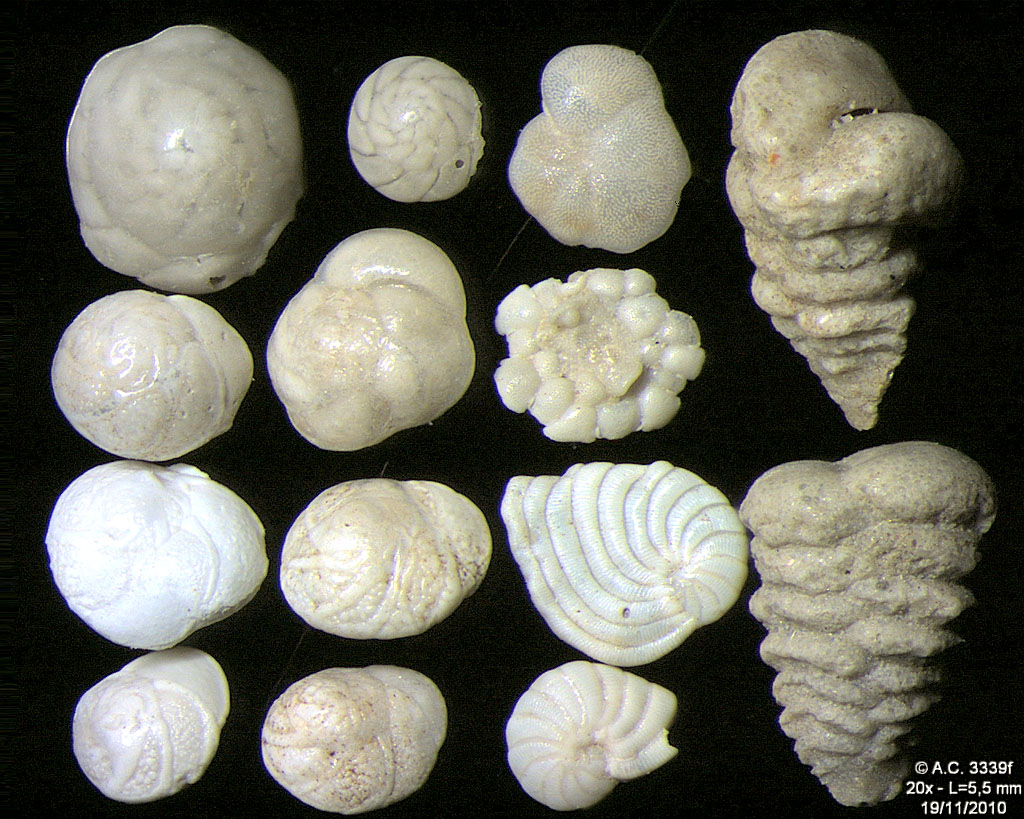
Foraminifères de la Mer Adriatique, île de Pag -60 m. Largeur de champ = 5,5 mm.
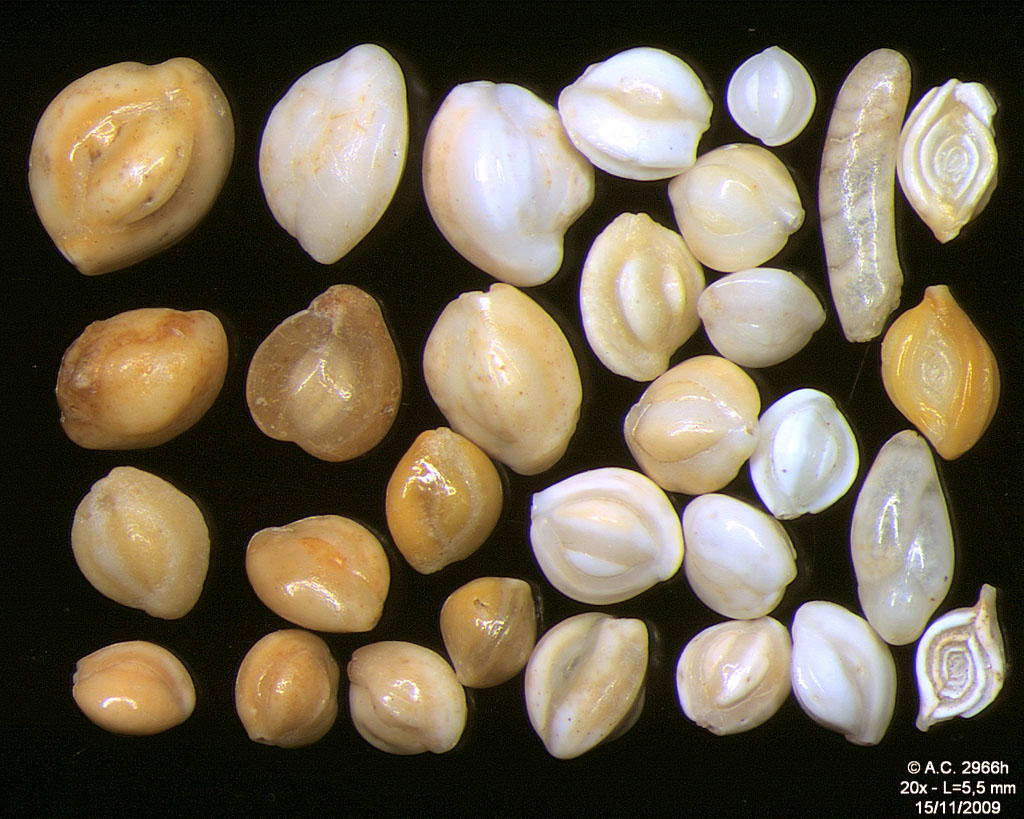
Foraminifères de l'océan Indien, côte Sud-Est de Bali. Largeur de champ = 5,5 mm.
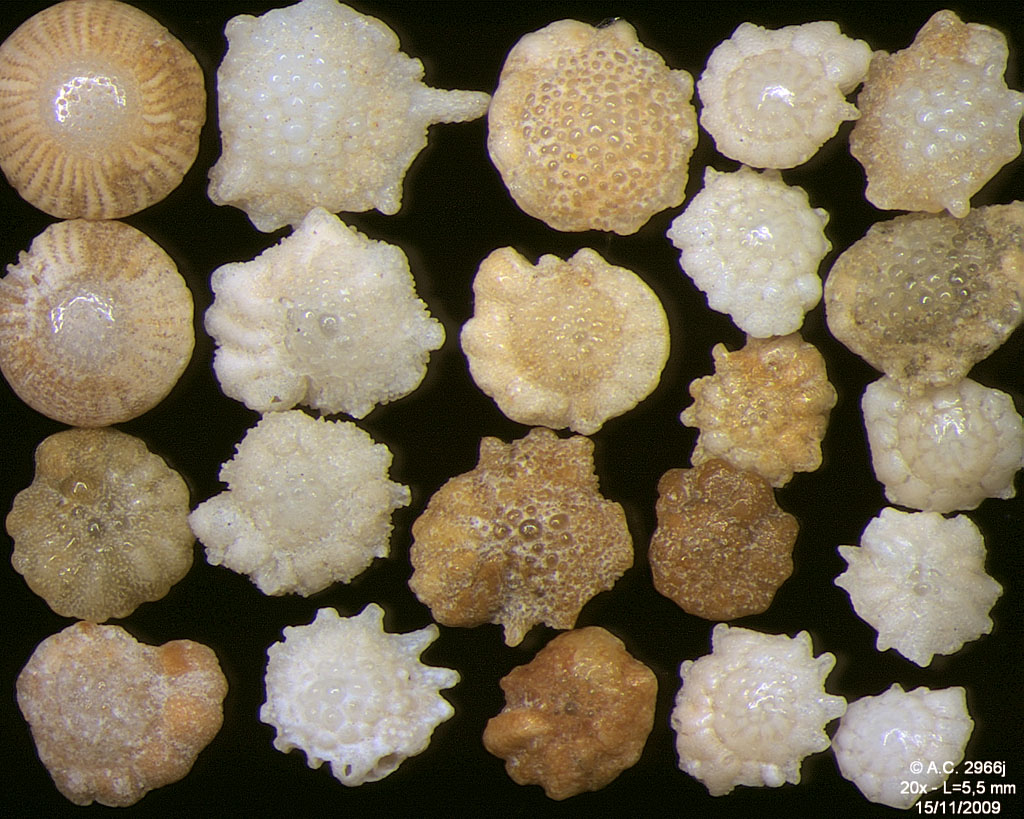
Foraminifères de l'océan Indien, côte Sud-Est de Bali. Largeur de champ = 5,5 mm.
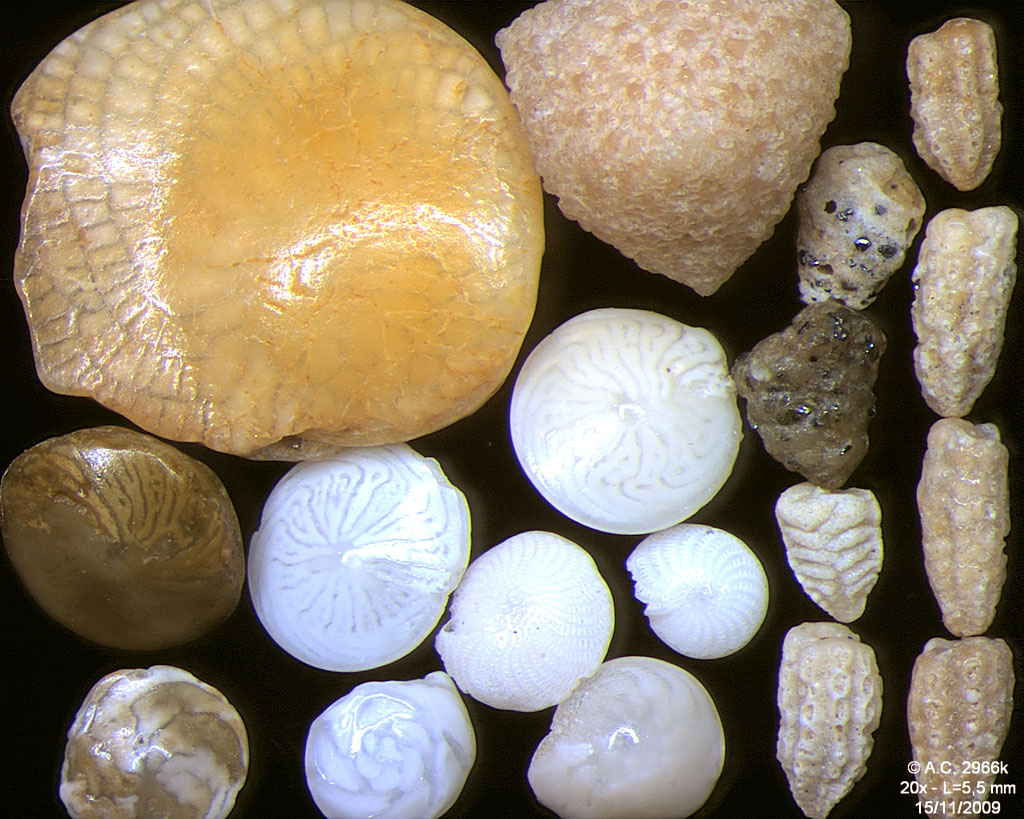
Foraminifères de l'océan Indien, côte Sud-Est de Bali. Largeur de champ = 5,5 mm.
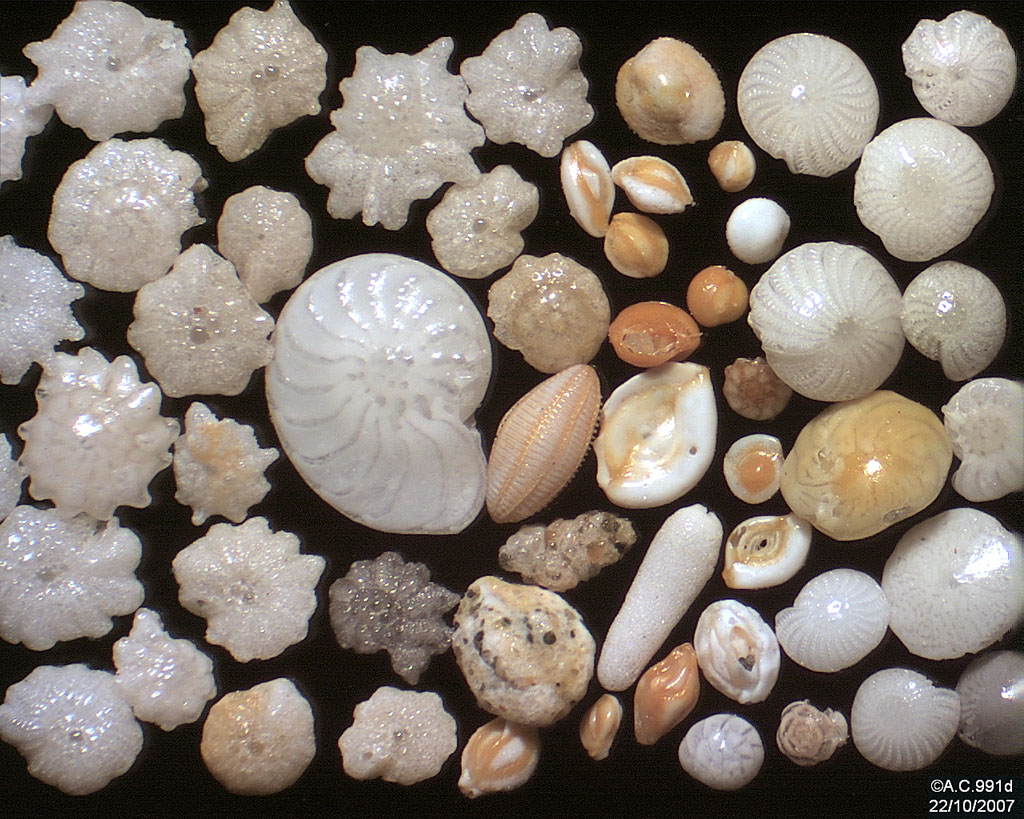
Tests de foraminifères de Ngapali, Myanmar. Largeur de champ = 5,22 mm.
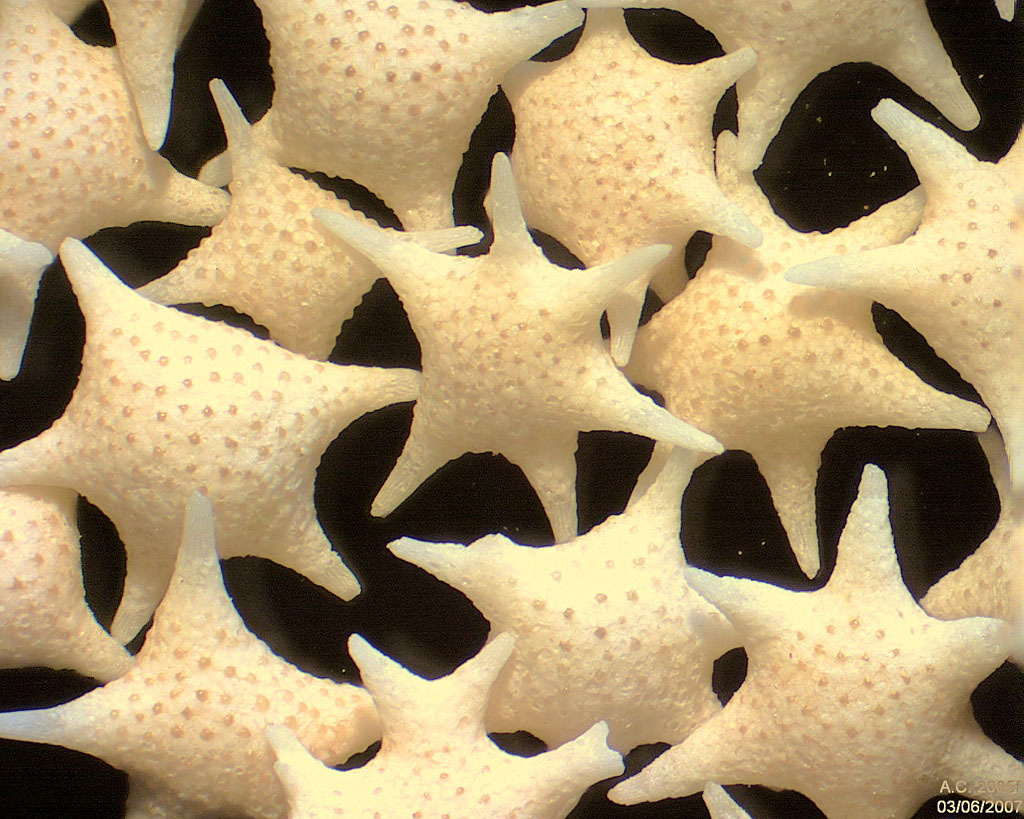
Foraminifères Baculogypsina sphaerulata d'Hatoma, au Japon. Largeur de champ = 5,22 mm.

|            |
| Planche 2. |

|             |
| Planche 12. |

|             |
| Planche 81. |